# Берџистаун (Пенсилванија)
Берџистаун (енгл. Burgettstown) град је у америчкој савезној држави Пенсилванија.

## Демографија
По попису из 2010. године број становника је 1.388, што је 188 (-11,9%) становника мање него 2000. године.
| Група             | 2000.         | 2010.         |
| Белци             | 1.492 (94,7%) | 1.317 (94,9%) |
| Афроамериканци    | 23 (1,5%)     | 23 (1,7%)     |
| Азијати           | 1 (0,1%)      | 5 (0,4%)      |
| Хиспаноамериканци | 39 (2,5%)     | 19 (1,4%)     |
| Укупно            | 1.576         | 1.388         |